# باتريك بارون
باتريك بارون (بالإنجليزية: Patrick Barron)‏ هو قسيس جنوب أفريقي، ولد في 13 نوفمبر 1911، وتوفي في 27 أغسطس 1991.